# ذره آزمون
ذره آزمون (به انگلیسی: Test particle) در نظریه‌های فیزیکی مدل ایده آلی از یک جسم است که در آن به جز ویژگی فیزیکی مورد مطالعه، دیگر ویژگی‌های فیزیکی آن (معمولا جرم، بار یا اندازه) قابل صرفنظر کردن هستند. مفهوم ذره آزمون اغلب مسائل را ساده‌تر می‌سازد و تقریب خوبی را برای یک پدیده فیزیکی امکان‌پذیر می‌سازد.

## گرانش کلاسیک
ساده‌ترین مورد برای کاربرد یک ذره آزمون در گرانش نیوتن پیش می‌آید. رابطه عمومی برای نیروی گرانش بین دو جرم {\displaystyle m_{1}} و {\displaystyle m_{2}} عبارت است از:
{\displaystyle F(r)=-G{\frac {m_{1}m_{2}}{(r_{1}-r_{2})^{2}}}}
که {\displaystyle r_{1}} و {\displaystyle r_{2}} مکان هر یک از جرم‌ها در فضا هستند. در جواب عمومی این معادله هردوجسم به دور گرانیگاهشان می گردند، در این مورد خاص:
{\displaystyle R={\frac {m_{1}r_{1}+m_{2}r_{2}}{m_{1}+m_{2}}}}
اگر یکی از جرم‌ها بسیار کوچکتر از دیگری باشد ({\displaystyle m_{1}>>m_{2}}) می‌توان تصور کرد که جرم کوچکتر یک ذره آزمون است که در میدان گرانشی جرم دیگر قرار دارد. با تعریف میدان گرانشی به صورت:
{\displaystyle g(r)={\frac {Gm_{1}}{r^{2}}}}
که {\displaystyle r} فاصله بین دو جرم است. و معادله حرکت جرم کوچکتر به این صورت کاهش می‌یابد:
{\displaystyle a(r)={\frac {F(r)}{m_{2}}}=-g(r)}
بنابراین فقط یک متغیر خواهیم داشت و یافتن جواب ساده‌تر می‌شود. این روش برای بسیاری از مسائل عملی تقریب خوبی است.

## ذره آزمون در نسبیت عام
در نظریه‌های متریک گرانش، به‌طور خاص نسبیت عام، ذره آزمون مدل ایده‌آلی از یک جسم کوچک است که جرم آن به قدری کم است که هیچ آشفتگی محسوسی در میدان گرانشی محیط ایجاد نمی‌کند.